# 入江秀忠
入江 秀忠（いりえ ひでただ、1969年6月17日 - ）は、日本の男性総合格闘家、プロレスラー、パーソナルトレーナー、長崎県対馬市出身。福祉施設のケアマネージャーや、企業投資家としての側面もある。キングダムエルガイツ代表、総合格闘技ジム聖蹟桜ヶ丘ファーストスピリット代表。総合格闘技ジムキングダム立川コロッセオ代表。キングダムネットワーク（聖蹟桜ヶ丘、立川、府中 -SEVEN SPIRIT-、日野 -SHINSENGUMI-、対馬、札幌、横浜、目黒、福生、国分寺、稲城若葉、沖縄那覇-栄町道場-各支部）総代表。2016年3月には『ららぽーと立川立飛』内に格闘技教室を進出させた。同団体を旧キングダムの戦いの聖地であった代々木第2体育館に進出させる夢を持っている。オールジャンル融合イベントGRAND SLUM総合プロデューサー。ケージ（金網）付きイベントホール『立川コロッセオ』総支配人。自身で作詞・作曲も手掛けるシンガーソングライターやコラムニストとして多才な才能を持つ。
立川格闘技フェスタ2016-夏-、立川格闘技フェスタ2017-夏の陣-、公式ソングアーティスト。格闘技選手でありながら会社代表取締役、アイドルプロデュースや、格闘技記者までなんでもこなすことから“一人総合商社”の異名も持つ。自らも“オヤジ”と慕う永島勝司元新日本プロレス取締役とは親交が深い。
現在のリングネームは、超人イリエマン。

## 来歴
高校中退後、18歳で大相撲の佐渡ヶ嶽部屋に入門、琴入江（こといりえ）の四股名で1988年5月場所に初土俵を踏むが、1989年3月場所を最後に廃業。新弟子の頃、自分が勝利した相手に土俵上からドロップキックをお見舞いするという前代見聞の大事件を起こしたこともある。
相撲教習所時代、一期上には貴乃花光司、若乃花勝、曙、同期には魁皇、戦闘竜、2期上には久島海が在籍していた。
教習所で毎朝行われる両国国技館の外周を走るマラソンでは、毎回ダントツの瞬足を誇っていた。
大相撲廃業後、日本大学に相撲特待生として入学、当時の先輩には、舞の海秀平や、肥後ノ海直哉らがいた。途中から国士舘大学に編入。国士舘時代の同級生には日本屈指のパーソナルトレーナー、任天堂Wii Fitの監修も手掛けた松井薫が在籍。松井は卒業後も入江と親交を深めており、現在もキングダムネットワークジムの監修も務めている。卒業後、修斗に入門し、わずか7か月で1995年全日本アマチュア修斗選手権ヘビー級優勝。1回戦の対戦相手予定だったのは村上和成（欠場）、決勝戦の相手は藤井克久である。
アマチュア修斗はヘビー級の選手層が薄く、同じ選手との対戦ばかりやその選手が欠場すれば代替選手が見つからずに試合自体がなくなる状況に憂いを感じ、他の格闘技への転向を計る。1997年に全日本コンバットレスリング大会優勝。1998年にUWFの直系団体キングダムに練習生として入門。しかし、わずか数か月で団体が実質的に崩壊したため、キングダム代表者であった鈴木健の許可を得て、名称を受け継ぎ、キングダムエルガイツに団体名称変更。「ガチンコで戦ってくれるプロレスラー」を呼んで対戦を繰り返すが、入江に負けて名が傷つくのが嫌な選手（U系含む）は対戦を拒否。結局、埼玉プロレスのサバイバル飛田やプロレスリング求道軍の幸村ケンシロウなどと戦って勝利する。
2000 - 2001年頃は盛んにヒクソン・グレイシーとの対戦を標榜するが、ヒクソンにはまったく無視される。「ヒクソンと戦った経験のある日本人と対戦して勝つことがその目標に近づくこと」と考えるが、ほとんどの対戦希望選手には無視・拒否をされる（DDTプロレスリング参戦時、木村浩一郎は対戦アピールを受けたが、実現せず）。唯一、対戦に応じた西良典も対戦数日前になって欠場（拒否？）し、その後は関係断絶（詳細は西良典の記事を参照）。
2001年11月21日、パンクラスの稲垣克臣とキングダムエルガイツで戦い判定勝ちし、パンクラス・DEEPなどの他団体にもキングダムを背負って上がるようになる。同時に、DEEP代表佐伯繁との長きに渡る関係が始まる。
2004年6月26日、韓国の格闘技イベント「Gladiator Fighting」に参戦して、世界最高峰の格闘技団体UFCで3度王者に輝いたダン・スバーンと対戦するも判定負け。その後、ビデオテープの映像でスバーンのタップが公式に認められ、主催者のCMA代表諸岡が入江勝利を発表した。これが日本人選手で唯一の勝利となった。
現在、DEEPヘビー級王者（non official）である。
2007年2月25日、K-1 JAPAN TRYOUTに参加。2月1日に起こした交通事故で頸椎を損傷していたのにもかかわらず、腕立て伏せ、腹筋、スクワットの基礎体力テストでは全参加者中断トツの体力数値を残すもドクターストップによりスパーリングを受けられず、落選となった。
2007年6月16日の「club DEEP 東京」「おやじDEEP」、6月17日の「DEEP X」と、格闘技史上初となる2日間で3連戦3連勝した。
2007年12月12日、DEEP 33 IMPACTの桜木裕司戦ではついにメインイベントに登場したが、ドローに終わった。
2009年1月4日、戦極初参戦となった戦極の乱2009のオープニングファイトで加藤実と対戦し、マウントパンチによりTKO勝ちを収めた。
2010年1月21日、自身がオーガナイザーを務める新宿区歌舞伎町のイベントスペースPINK BIG PIGで記者会見を行ない、UFC代表ダナ・ホワイト、K-1谷川貞治イベントプロデューサー、SRC稲村角雄営業統括本部長、DREAM笹原圭一イベントプロデューサー、Strikeforce代表スコット・コーカーのメジャー5団体に「格闘家としての遺書」を送りつけると宣言。さらには石井慧への挑戦を表明した。
2010年6月20日、SRC本戦初出場となったSRC13で川村亮と対戦し、TKO負け。7月22日、SRC13での試合内容が評価され、SRC向井徹社長から敢闘賞として試合で使用したグローブをあしらったオブジェを贈られた。
2011年4月29日、初進出となったキングダムエルガイツ渋谷O-EAST大会で、自身が発案した戦＜fight＞技術力＜skill＞芸術性＜art＞3部門のオブザーバーによる評価点で試合を争う格闘技でもプロレスでもない新競技「ARCADIAルール」を発表し、自らメインを務めた。
2012年4月30日、キングダム新宿FACE大会での試合勝利後、かねてから念願だったミノワマンとの対戦をマイクアピールで熱望した。
2013年4月26日、DEEPのビッグマッチであるTDCホール大会に突如リングインして“超人”イリエマンになると宣言。自らの新オリジナルホールド“IRIロック”を披露して再びミノワマン戦へ強烈にアピールした。
2013年9月29日、グラディエーターディファ有明大会でミノワマンの試合終了後にリングに突如乱入。ミノワマンと初遭遇を果たし、11月24日のキングダムエルガイツ新宿FACE大会での対戦をアピールしたが、ミノワマンにはあっけなく断られた。しかし、その後にミノワマンから対戦を受諾するという手紙が届き、キングダムのリングでの対戦が決定した。
2013年11月24日、キングダムエルガイツ東京大会〜KINGDOM SPIRIT 2013〜新宿FACE大会で、ミノワマンVSイリエマンの“超人対決”がついに発表された。なお、この試合はDEEP代表佐伯繁への自身の粘り強い交渉を経て、試合の結果次第では入江念願の正式タイトルマッチが組まれるというDEEP初代ヘビー級王者決定戦査定試合として行われることとなった。超満員札止めの中で行われた試合はミノワマン、イリエマンともにエスケープを一つずつ取り合う接戦となり、ドローとなったことによりタイトルマッチの査定試合の結果は後日に持ち越しとなった。
2015年11月2日、『立川コロッセオ』で柔道三段のねづっちとの柔道対決を制した。
2015年11月4日、パンクラスと業務提携を発表し、“立川からUFC王者を！”をスローガンに『立川ケージプロジェクト』推進している。パンクラスとの提携会見同日、いきなり退席した入江代表の代わりに“超人イリエマン”が会見に乱入。“超人対決決着戦”をぶち上げ、同時にパンクラス酒井正和代表に向けて“パンクラスレジェンド”のベルトを新設し、この試合にそれを賭けろと要求した。
2016年7月17日・18日、立川商工会議所とのコラボイベント『立川格闘技フェスタ2016-夏-』を開催。総合格闘家、プロレスラー、キックボクサー、ボクサー、柔術家、元相撲取りなどを集結させ、2日間3大会に渡る日程は全大会が超満員札止めとなった。また、同イベントにオフィスAKBの最終オーディションに合格した大久保麻衣（おおくぼ・あい）をコロッセオクィーン（ラウンドガール）に抜擢した。
2016年8月30日、自身のキャラクター、超人イリエマンのゆるキャラ“ゆるキャライリエマン”を作成。日本最大の広告代理店、電通本社にきぐるみを着たまま乱入した。
2018年3月18日、キングダムエルガイツ立川大会～RETURN OF KINGDOM～の大会中、自身の俳優デビューを発表した。
2018年6月16日、キングダムエルガイツ新宿フェイス大会で、のちに物議を醸し出す新格闘競技「タイヤファイト」を強行に開催。
2018年12月23日、立川格闘技の祭典「立川格闘技フェスタ2018-Christmas special-」で、メジャー団体RIZINのラウンドガールを務めていたタレント響さや乃をリングアナデビューさせた。
2019年9月9日、立花孝志の記者会見に乱入し10月6日の興行に参戦要求。

## トピック
- 尾崎豊の曲で入場するだけでなく、マイクパフォーマンスも真似ている。
- 本人の作詞、作曲でバンド活動も行っている。
- 2010年より、ロックバンド、ビフォア・クライシスト・バタフライのボーカリスト、ビリーのプロデュースで『B・C・KING』（ビフォア・クライシスト・キングダムの略であり、紀元前の王国という意味）というロックバンドを結成して、DEEP50回記念大会となる10月24日の『DEEP 50 IMPACT 〜10年目の奇跡〜』でもLIVEを行った。
- 2007年よりスポーツナビで「インディー格闘家・入江秀忠 〜メジャーへの道〜」を執筆。
- 2010年よりスポーツナビで旧キングダムの聖地代々木第2体育館を目指す道を描く「ミスターインディー・入江秀忠〜メジャー団体への道〜」を執筆中。
- 2016年より週刊ファイト・ミルフォンネットで自身のキャラクター、超人イリエマンゆるキャラの活躍を描く「ゆるキャライリエマン～ゆるキャラグランプリ制覇への道～執筆中
- 2016年頃より、自身が尊敬する井上義啓（I編集長）の命を受け継ぐ格闘技WEBサイト、週刊ファイトの記者として活躍。中国の格闘技ビッグマッチ『武林風』や、パンクラス288の記事を書き好評を得る。
- すべてのジャンルの若手達を育成するプロジェクトGRAND SLUMの総合プロデューサーにも就任。格闘技・音楽・ダンス・お笑い・萌え系アイドルなどの若手育成も手がける。
- 福祉施設の副施設長を務めるだけでなく、自身でもケアマネージャー資格に合格した。

## 戦績

### 総合格闘技
| 総合格闘技 戦績 | 総合格闘技 戦績 | 総合格闘技 戦績 | 総合格闘技 戦績 | 総合格闘技 戦績 | 総合格闘技 戦績 | 総合格闘技 戦績 |
| --------------- | --------------- | --------------- | --------------- | --------------- | --------------- | --------------- |
| 13 試合         | (T)KO           | 一本            | 判定            | その他          | 引き分け        | 無効試合        |
| 8 勝            | 4               | 3               | 1               | 0               | 2               | 0               |
| 3 敗            | 3               | 0               | 0               | 0               | 2               | 0               |

| 勝敗 | 対戦相手                 | 試合結果                            | 大会名                                                     | 開催年月日     |
| ×    | 川村亮                   | 2R 3:00 TKO（スタンドパンチ連打）   | SRC13                                                      | 2010年6月20日  |
| ○    | 飛田将（サバイバル飛田） | 1R 0:27 ヒールホールド              | キングダムエルガイツ 10周年記念興行                        | 2009年8月5日   |
| ○    | 加藤実                   | 2R 4:21 TKO（マウントパンチ）       | 戦極の乱2009【戦極オープニングファイト】                   | 2009年1月4日   |
| △    | 桜木裕司                 | 5分3R終了 判定1-1                   | DEEP 33 IMPACT                                             | 2007年12月12日 |
| ○    | MITU                     | 1R 0:57 腕ひしぎ十字固め            | おやじDEEP                                                 | 2007年6月16日  |
| ×    | ゲガール・ムサシ         | 2R 1:29 TKO（タオル投入：パウンド） | DEEP 24 IMPACT                                             | 2006年4月11日  |
| ○    | 力王                     | 1R 2:41 TKO（マウントパンチ）       | DEEP 19th IMPACT                                           | 2005年7月8日   |
| ○    | 神王                     | 3R 3:31 TKO（マウントパンチ）       | DEEP 17th IMPACT                                           | 2004年12月18日 |
| ○    | ダン・スバーン           | 腕ひしぎ十字固め                    | Gladiator FC 1日目                                         | 2004年6月26日  |
| ○    | 金家充幸                 | 1R 0:49 TKO（マウントパンチ）       | キングダム・エルガイツ「入江祭り THE ガチ 〜佐伯血祭り〜」 | 2003年12月29日 |
| ○    | 藤沼弘秀                 | 5分3R終了 判定3-0                   | DEEP 10th IMPACT in KORAKUEN HALL                          | 2003年6月25日  |
| △    | MAX宮沢                  | 5分2R終了時 負傷判定0-0             | DEEP 8th IMPACT in KORAKUEN HALL                           | 2003年3月4日   |
| ×    | 渡辺大介                 | 1R 4:18 KO（パンチ連打）            | パンクラス PANCRASE 2003 HYBRID TOUR                       | 2003年1月26日  |

### グラップリング
| 勝敗 | 対戦相手 | 試合結果                 | 大会名 | 開催年月日    |
| ○    | 木村正章 | 1R 0:42 腕ひしぎ十字固め | DEEP X | 2007年6月17日 |